# Froissart (Elgar)
Froissart, Op. 19, è un concerto ouverture di Edward Elgar, ispirato alle Cronache di Jean Froissart del XIV secolo. Elgar fu attratto per la prima volta dalle Cronache dopo averne trovato menzione in Old Mortality di Walter Scott.

## Storia
Froissart fu composto nel 1890 su commissione del Festival di Worcester, per un concerto secolare durante il Three Choirs Festival di quell'anno e fu il primo lavoro su larga scala di Elgar per orchestra completa. Ironia della sorte, l'ambizioso Elgar, che si era trasferito a Londra per fare carriera, ottenne un importante contratto dalla sua città natale. Il lavoro fu terminato entro luglio e fu eseguito per la prima volta a Worcester, diretto dal compositore, il 9 settembre 1890. Fu eseguito tre giorni dopo a Birmingham dalla William Stockley's Orchestra, per la quale il compositore aveva suonato il violino fino dal 1882, ma sarebbero passati dieci anni prima che il lavoro fosse eseguito a Londra.

## Struttura
Allegro moderato, 4/4, si bemolle maggiore
Il lavoro consiste in un singolo movimento, che dura poco meno di un quarto d'ora.

Il motto scritto da Elgar sulla partitura del manoscritto è una citazione di una poesia di Keats del 1817: "Quando la cavalleria sollevò la sua lancia in alto". L'apertura è una fanfara graficamente cavalleresca, ma i critici hanno trovato la successiva elaborazione dei temi troppo lunga e discorsiva.
Tuttavia, sebbene sia ovviamente un lavoro precoce, contiene alcuni tocchi dell'Elgar maturo. W.H. "Billy" Reed individua "la rapida progressione dal sol diesis attraverso due ottave e un semitono fino al la, alla nona battuta dopo la lettera B" e nota una "crescente abitudine di spargere segni di espressione in grande profusione", lasciando ai direttori "pochissimo spazio per l'introduzione delle proprie idiosincrasie". Tuttavia è giudizio concorde che il pezzo mostri immaturità: Michael Kennedy commenta lo "sviluppo debole e troppo lungo" e l'influenza "parzialmente digerita" di altri compositori. Elgar stesso concluse che l'opera era troppo lunga, ma anche dopo aver continuato a scrivere composizioni più caratteristiche e mature, descrisse Froissart come "roba buona e salutare".
Froissart non è un lavoro programmatico: a differenza del successivo Falstaff o persino di Cockaigne non racconta una storia dettagliata; evoca umore e modi in termini generali.

## Incisioni
Il lavoro è stato registrato molte volte. Elgar stesso lo ha registrato con la London Philharmonic Orchestra nel 1933 per la HMV. Questa registrazione fu ristampata su CD nel 2007. Forse la versione più conosciuta degli ultimi anni è stata la registrazione EMI del 1966 della New Philharmonia Orchestra diretta da Sir John Barbirolli. Altre registrazioni comprendono quelle dirette da Sir Adrian Boult (EMI), Alexander Gibson (Chandos Records), Bryden Thomson (Chandos Records), Leonard Slatkin (RCA Records), James Judd (Naxos Records) e Mark Elder (con la Hallé Orchestra sulla propria etichetta) e più di recente Andrew Davis alla guida della Philharmonia Orchestra (2010).